# Fenitoin
A fenitoin a hidantoinok közé tartozó antiepileptikum, erős görcsgátló hatású. Hiperpolarizációval stabilizáló hatást fejt ki a központi és környéki idegek membránjaira. Ezáltal gátolja a görcspotenciálok terjedését az agykéregben. Inhibitorimpulzusok serkentése a kisagyban támogatja a görcsoldó hatást. A fenitoin antiaritmiás hatásának alapja is a membránstabilizáló effektus. A repolarizáló K+-kiáramlás megerősödik (hiperpolarizáció).
A fenitoin, ellentétben a helyi érzéstelenítőkkel, nem gyakorol befolyást az idegrostok ingervezetési képességére. Változatlan marad az ingerküszöb és a normális ingerfolyamat. Ugyanakkor a fenitoin stabilizálja a neuron sejtmembránját az ismételt stimulusokkal szemben.

## Hivatalos formái
A VIII. Magyar Gyógyszerkönyvben az alábbi formákban hivatalos.
| Fenitoin         | Phenytoinum          |
| Fenotoin nátrium | Phenytoinum natricum |

## Farmakokinetikai tulajdonságok
A fenitoin hatékonynak bizonyult számtalan állatkísérletben modellezett generalizált konvulzív betegségben (epilepszia), meglehetősen hatékony a parciális rohamokban, míg relatíve hatástalan a mioklónusos rohamokban.
Általában inkább emeli a rohamküszöböt és megelőzi a roham aktivitás szétterjedését, mintsem kivédi az elsődleges fókusz kisülését.
A fenitoin antikonvulzív hatásmechanizmusa még nem teljesen ismert, a feltételezett hozzájáruló hatások a következők lehetnek:
- Nem szinaptikusan a Na-vezetés csökkentése, a Na-ionok kiáramlásának fokozása, az ismétlődő kisülések blokkolása és a poszttetániás potenciál csökkentése.
- Posztszinaptikusan a GABA-mediált gátlás fokozása és az excitátoros szinaptikus transzmisszió csökkentése.
- Preszinaptikusan a Ca-beáramlás csökkentése és a neurotranszmitterek felszabadulásának gátlása.

## Fordítás
- Ez a szócikk részben vagy egészben  a   Phenytoin című angol Wikipédia-szócikk fordításán alapul.  Az eredeti cikk szerkesztőit annak laptörténete sorolja fel. Ez a jelzés csupán a megfogalmazás eredetét és a szerzői jogokat jelzi, nem szolgál a cikkben szereplő információk forrásmegjelöléseként.